# Schizoprymnus torreadoroides
Schizoprymnus torreadoroides är en stekelart som beskrevs av Van Achterberg och Ng 2009. Schizoprymnus torreadoroides ingår i släktet Schizoprymnus och familjen bracksteklar. Inga underarter finns listade i Catalogue of Life.